# Aldo Bigatti
Aldo Bigatti, cuyo nombre completo era Aldo Alberto Bigatti Cóppola, fue un actor de cine, teatro y televisión que nació en Buenos Aires, Argentina en 1918 y falleció en la misma ciudad el 31 de agosto de 2004.

## Actividad artística
Se desempeñó con asiduidad como actor de teatro, cine y televisión en decenas de obras teatrales, de filmes y de programas cómicos de la pantalla chica, si bien pocas veces estuvo entre los primeros lugares en los elencos.
Comenzó actuando en salas de barrio y a comienzos de la década de 1960 se incorporó a la compañía de Lola Membrives en la que interpretó papeles en obras de Federico García Lorca, Jacinto Benavente y los hermanos Álvarez Quintero. También trabajó en la compañía de Thelma Biral en obras como Coqueluche y  La zapatera prodigiosa, además de formar parte de otros prestigiosos elencos escénicos.
Luego de diez años de actuación en piezas de gran éxito popular pasó a la televisión, donde se destacó, junto a Carmen Vallejo, en el programa Mis hijos y yo; otras actuaciones fueron en La tuerca , en programas conducidos por Luis Landriscina y en varios teleteatros de Alberto Migré. Su debut en cine se produjo en 1961 en 5º Año Nacional y siguió una veintena de películas de comedia. Entre ellas El profesor hippie y Pájaro loco, al lado de Luis Sandrini; Contigo y aquí, de Fernando Siro; El gordo catástrofe, junto a Jorge Porcel; La nona , de Héctor Olivera, y Queridas amigas , de Carlos Orgambide. Su último trabajo en ese medio fue en  Atracción peculiar , de 1988 dirigida por Enrique Carreras.
Después de una larga enfermedad falleció en Buenos Aires el 31 de agosto de 2004 y sus restos recibieron sepultura en el panteón de la Asociación Argentina de Actores en el Cementerio de la Chacarita.

## Filmografía
- Atracción peculiar (1988)
- El telo y la tele (1985) …Dr. Chacabuco
- Esto es vida (1982)
- Queridas amigas (1980)
- La nona (1979) Dueño de confitería
- Encuentros muy cercanos con señoras de cualquier tipo (1978)
- Los irrompibles (1975)
- Contigo y aquí (1974) …Sacerdote
- ¡Quiero besarlo señor! (1973)
- Yo gané el prode... y Ud.? (1973)
- Pájaro loco (1971)
- El veraneo de los Campanelli (1971)
- La bestia desnuda  (1971) .... Potenza
- El caradura y la millonaria  (1971)
- La venganza del sexo (1971) …Vendedor de droguería
- Mosaico  (1970)
- El mundo es de los jóvenes  (1970)
- Gitano  (1970)
- El profesor hippie  (1969)  ......profesor de música
- Ché OVNI  (1968)
- Digan lo que digan  (1968) .... Mario
- Quinto año nacional (1961) … Profesor de Química

## Televisión
- Los doce del signo  (1969) Serie .... Panelista
- Todo es amor  (1972) Comedia Musical

## Teatro
- ¡Qué sabes tú! (1946)
- Locos de verano  (1965)
- ¡Viva la Pepa! (1977)
- Matrimonio a plazos
- Medio Mundo